# Bocydium sphaerulatum
Bocydium sphaerulatum är en insektsart som beskrevs av Albino Morimasa Sakakibara 1981. Bocydium sphaerulatum ingår i släktet Bocydium och familjen hornstritar. Inga underarter finns listade i Catalogue of Life.